# Lee Ji-hoon (attore 1988)
Lee Ji-hoon (이지훈?, I Ji-hunLR, Yi Chi-hunMR; Namyangju, 29 ottobre 1988) è un attore sudcoreano.

## Filmografia

### Cinema
- Gamun-ui gwi-wan (가문의 귀환?), regia di Jeong Yong-ki (2012)
- Yeon-ae jinx!!! (연애 징크스!!!?, Yeon-ae jing-keuseu!!!LR), regia di Naoto Kumazawa (2013)
- Return Match (리턴매치?, Riteon maechiLR), regia di Kim Yong-wan – cortometraggio (2014)[2][3]
- Kkeutkkaji ganda (끝까지 간다?), regia di Kim Seong-hun (2014)[4]
- Teukbyeolsuja - Sahyeongsu-ui pyeonji (특별수사: 사형수의 편지?), regia di Kwon Jong-gwan (2016)
- Le buone stelle - Broker (브로커?, BeurokeoLR), regia di Kim Hong-seon (2017)
- Binteum-eobnneun sa-i (빈틈없는 사이?), regia di Lee Woo-cheol (2023)

### Televisione
- Hakgyo 2013 (학교 2013?) – serie TV (2012-2013)
- Choegoda Lee Soon-shin (최고다 이순신?, Choegoda I Sun-sinLR) – serie TV (2013)
- Hwanggeum mujigae (황금 무지개?) – serie TV (2013-2014)
- Blood (블러드?, BeulleodeuLR) – serie TV (2015)[5]
- Yungnyong-i nareusya (육룡이 나르샤?) – serie TV (2015-2016)
- Manyeobogam (마녀보감?) – serie TV (2016)
- Jeonseor-ui shuttle (전설의 셔틀?, Jeonseor-ui syeoteulLR), regia di Kim Dong-hwi – film TV (2016)
- Gogh-ui byeor-ui binnaneun bam-e (고호의 별이 빛나는 밤에?, Goho-ui byeor-ui binnaneun bam-eLR), regia di Jo Soo-won e Kim Young-hwan – miniserie TV, 4 episodi (2016)
- Pureun bada-ui jeonseol (푸른 바다의 전설?) – serie TV (2016-2017)
- Gwitsongmal (귓속말?) – serie TV (2017)
- Eonnineun sar-a-itda (언니는 살아있다?) – serie TV (2017)
- Hymn of Death (사의 찬미?) – miniserie TV (2018)
- Rookie Historian Goo Hae-ryung ( 신입사관 구해령) – serie TV, 20 episodi (2019)
- Illegittimo (로얄로더?, Ro-yallodeoLR) – serie TV (2024)
- Bravo ragazzo (굿보이?) – serie TV (2025)

## Riconoscimenti
| Anno | Premio           | Categoria                                                                    | Opera nominata          | Risultato   |
| ---- | ---------------- | ---------------------------------------------------------------------------- | ----------------------- | ----------- |
| 2016 | KBS Drama Awards | Premio all'eccellenza, attore in un drama breve/speciale/di un solo episodio | Jeonseor-ui shuttle     | Candidato/a |
| 2016 | SBS Drama Award  | Premio speciale, attore in un drama fantasy                                  | Pureun bada-ui jeonseol | Candidato/a |